# Camila Urioste
Camila Urioste Laborde (La Paz, Bolívia, 1980), é uma escritora, dramaturga e poeta boliviana. 
Ganhou do Prémio Nacional de Poesia "Yolanda Bedregal" em 2006, e também o Prémio Plurinacional da Bolívia Eduardo Abaroa, na especialidade de melhor texto de teatro original, e o Prémio Nacional de Novela no ano 2017.

## Carreira
Em 2009 escreveu e levou a cena sua primeira obra de teatro, Piedra papel y cuerda baseada na personagem da escritora argentina Alejandra Pizarnik.[carece de fontes?]
Em 2013 estreia-se e publica-se sua obra "O Crime", dirigida por Miguel Vargas, no Festival Internacional de Teatro de La Paz. No mesmo ano participa do projecto Long Distance Affair da companhia de Nova York "Popup Theatrics" com sua obra "O espelho".
Em 2013 também se estreia sua obra "O pacto" dirigida por Fernando Arze Echalar, obra que ganha o Prémio Plurinacional Eduardo Abaroa como melhor texto original de teatro e o Prémio Peter Travesí a melhor obra.
Em 2014 publica-se seu segundo livro de poesia "Caracol".
Também em 2014 se estreia sua obra "O Corpo" dirigida pelo Actor e director Cristian Mercado.
Em 2014 foi convidada a participar do projecto "Arte Jovem" em sua versão para o Museu do Camponês em Budapeste, com a obra “9 minutos”.
Em 2015 escreve a obra de teatro e dança "Vertigem".
Em 2017 sua Novela "Soundtrag" ganha o Prémio Nacional de Novela em Bolívia.